# Lista de personagens das Aventuras de Tintim
Eis uma lista dos personagens presentes nas Aventuras de Tintim, série de histórias em quadrinhos criada pelo belga Hergé, e dos álbuns em que eles aparecem:

## A
- Abd el Drachm (Le Crabe aux pinces d'or)
- Abdul (Tintin au pays de l'or noir)
- Achmed (Le Crabe aux pinces d'or)
- Ahmed (1) (Tintin au pays de l'or noir)
- Ahmed (2) (Tintin au pays de l'or noir, Coke en stock)
- Ahmed (3) (le colonel) (Coke en stock)
- Aïcha (Coke en stock)
- Al Capone le Balafré (Tintin au Congo, Tintin en Amérique)
- Alcazar (Peggy) (Tintin et les Picaros)
- Alfred (Les Bijoux de la Castafiore)
- Alfred Alambique (O Ceptro de Ottokar)
- Alonzo (Le Temple du Soleil)
- Alphonse (Le Trésor de Rackham le Rouge)
- Alvarez (le colonel) (Tintin et les Picaros)
- Anatole (L'Affaire Tournesol)
- André (Les Bijoux de la Castafiore)
- Anseering (Tintin au Tibet)

### Abdallah
(Tintim no País do Ouro Negro, Rumo à Lua, Perdidos no Mar, Tintim no Tibete)
É um menino hiperativo e insuportável, filho aparentemente único de Mohammed Ben Kalish Ezab, emir do Khemed. Este pequeno príncipe é muito mimado por seu pai, que lhe chama por inúmeros apelidos (tesouro, favo de mel, diabinho, etc.) e que está sempre disposto a tolerar suas brincadeiras de mau gosto, salvo quando elas não são direcionadas a ele.
Espalhando o terror por onde passa com aranhas de brinquedo, charutos explosivos etc., é o maior pesadelo de Haddock, a quem chama de Mil Raios. Na realidade, Haddock tem muito medo e raiva desta jovem ameaça. Em Tintim no Tibete, ele demonstra certa inquietação ao ver um amigo de Tintim, Tchang. Chega a perguntar a Tintim se o garoto é igual a Abdallah, o que lhe é negado. Em outro episódio, Haddock se enfurece com Abdallah, dando-lhe palmadas.
Abdallah teve sua primeira aparição em Tintim no País do Ouro Negro. Nesta história, ele é sequestrado pelo dr. Müller a fim de que seu pai assine um contrato com a companhia petrolífera que o doutor representa. Tintim resgata Abdallah a duras penas.
Em Perdidos no Mar, o xeque Bab el-Ehr derruba o emir do poder, numa trama sobre o tráfico de escravos, organizado por Rastapopoulos e no qual estão envolvidos a companhia aérea Arabair e o xeque. O emir, que rompera suas relações com a companhia após ela impedir que aviões de passageiros seus fizessem acrobacias aéreas para alegrar Abdallah, envia-o à Moulinsart para mantê-lo seguro dos distúrbios políticos de seu país. Abdallah então assombra os habitantes do castelo com suas brincadeiras. Tintim e Haddock, perturbados, partem para Khemed em auxílio do emir. Esta é a última aparição de Abdallah. No final do livro, após o regresso dos personagens, Nestor, exausto e aliviado, anuncia que Abdallah retornara ao Khemed.
Abdallah, que teve a aparência inspirada em Faiçal II, rei do Iraque, filho de Rhazi I, não é um personagem fantasioso, pelo contrário, é um mero aprendiz em comparação com a atividade diária de milhares de crianças ao longo da história do mundo, nas mais diversas culturas.

### Alcazar (general)
(L'Oreille cassée, Les Sept Boules de Cristal, Coke en stock, Tintin et les Picaros)
General do exército de San Theodoros, Alcazar está envolvido em uma luta sem fim pelo poder com o seu arquiinimigo General Tapioca, ambos homens que reivindicam a liderança do país, o que frequentemente é acompanhado de comédia.

## B
- Bab El Ehr (Tintin au pays de l'or noir, Coke en stock)
- Bada (Ramon) (L'Oreille cassée)
- Jean-Loup de la Batellerie (Les Bijoux de la Castafiore, Tintin et les Picaros, L'Île Noire)
- Balthazar (L'Oreille cassée)
- Balthazar (J.) (L'Oreille cassée)
- Barnabé (Le Secret de la Licorne)
- Barrett (Tintin au pays de l'or noir)
- Baxter (Objectif Lune, On a marché sur la Lune)
- Bazaroff (Basil) (L'Oreille cassée)
- Béatrice (Tintin en Amérique)
- Ben Ali (Mohammed) (Le Crabe aux pinces d'or)
- Ben Mahmoud (Ali) (Tintin au pays de l'or noir)
- Ben Moulfrid (Youssouf) (Tintin au pays de l'or noir)
- Ben Salaad (Omar) (Le Crabe aux pinces d'or)
- Ben Youssef (Coke en stock)
- Bergamotte (Hippolyte) (Les Sept Boules de Cristal)
- Bikoulou (L'Oreille cassée)
- Bill (1) (Tintin en Amérique)
- Bill (2) (Tintin en Amérique)
- Bill (3) (Tintin en Amérique)
- Bill (4) (Tintin en Amérique)
- Bill (5) (L'Île Noire)
- Bior (Tristan) (Les Bijoux de la Castafiore)
- Bison-Flegmatique (Tintin en Amérique)
- Björgenskjöld (Erik) (L'Étoile mystérieuse)
- Bob (Vol 714 pour Sydney)
- Boehm (Hans) (Vol 714 pour Sydney)
- Bohlwinkel (L'Étoile mystérieuse)
- Boldov (L'Affaire Tournesol)
- Bolero y Calamares (Porfirio) (L'Étoile mystérieuse)
- Bolivar (Hippolyte) (Tintin en Amérique)
- Bonvault (Louis) (L'Île Noire)
- Boris (1) (le colonel) (Le Sceptre d'Ottokar, Objectif Lune, On a marché sur la Lune)
- Boris (2) (L'Affaire Tournesol)
- Boule de neige (Tintin au Congo)
- Boullu (Isidore) (Les Bijoux de la Castafiore)
- Boullu (Madame) (Les Bijoux de la Castafiore)
- Brown (Le Lotus bleu)
- Bruno (Les Sept Boules de Cristal)
- Brutus (Le Secret de la Licorne)
- Bunji Kuraki (Le Crabe aux pinces d'or)

### Ben Kalish Ezab (Mohammed)
(Tintin au pays de l'or noir, Coke en stock, Tintin et l'Alph-Art)
Mohammed é o amável emir do Khemed e pai de Abdullah, um menino mimado e agitado.
Inimigo do xeque Bab el-Ehr, teve sua primeira aparição em No País do Ouro Negro quando o dr. Müller sequestra Abdallah, que é resgatado por Tintim.
Em Perdidos no Mar, com um golpe de estado, Bab el-Ehr toma o poder em Khemed, graças aos aviões Mosquitos da companhia aérea Arabair, desafeta do emir. Mohammed se refugia na casa de Patrash Pasha, em Djebel. Aproveitando o grande escândalo surgido após a descoberta do tráfico de escravos organizado por Rastapopoulos, inimigo de Tintim e aliado de Bab el-Ehr, o emir retoma seu trono.
Mohammed também aparece nos esboços de Tintin et l'Alph-Art.
O emir não tem piedade de seus inimigos, aos quais manda aplicar diversos suplícios (o empalamento, por exemplo). Incômodo com certos príncipios do Ocidente, tais como os direitos humanos, nem sempre compreende os atos de Tintim. Revela-se extremamente tenro diante de seu filho, a não ser quando é vítima de suas armadilhas.
Nota-se que ben é a romanização de ibn ou bin, palavra que significa filho de em alguns dialetos árabes e em hebraico, usada na formação de nomes de pessoas para indicar a filiação. Todavia, o nome do emir vem de kalische zab, que significa suco de alcaçuz. É uma expressão tirada do marollien (dialeto bruxelense) e que designa um café insípido.

## C
- Calys (Hippolyte) (L'Étoile mystérieuse)
- « Canard-Enroué » (Tintin en Amérique)
- Cantonneau (Paul) (L'Étoile mystérieuse, Les Sept Boules de Cristal, Le Temple du Soleil)
- Caraco (L'Oreille cassée)
- Carnawal (Les Cigares du Pharaon)
- Carreidas (Laszlo) (Vol 714 pour Sydney)
- Cartoffoli (L'Affaire Tournesol)
- Chandra Patnagar Rabad (Les Sept Boules de Cristal)
- Charlet (Marc) (Les Sept Boules de Cristal)
- Chaubet (Les Sept Boules de Cristal)
- Chester (le capitaine) (L'Étoile mystérieuse, Le Secret de la Licorne, Les Sept Boules de Cristal, Les Bijoux de la Castafiore)
- Chicklet (R. W.) (L'Oreille cassée)
- Cipaçalouvishni (Le Lotus bleu)
- Clairmont (Les Sept Boules de Cristal, Le Temple du Soleil)
- Clairmont (Madame) (Les Sept Boules de Cristal)
- Coco (1) (Tintin au Congo)
- Coco (2) (L'Oreille cassée)
- Coco (3) (Les Bijoux de la Castafiore)
- Colombani (Paolo) (Vol 714 pour Sydney)
- Czarlitz (Le Sceptre d'Ottokar)

### Castafiore (Bianca)
(Milão 24 de Março de 1899 - 5 de Janeiro de 1983) (Le Sceptre d'Ottokar, Les Sept Boules de Cristal, Tintin au pays de l'or noir, Objectif Lune, L'Affaire Tournesol, Coke en stock, Tintin au Tibet, Les Bijoux de la Castafiore, Tintin et les Picaros)
Castafiore é uma grande diva da ópera que não perde a oportunidade de cantar a ária das Jóias de Fausto, de Gounod, nas horas mais inoportunas. É aplaudida no mundo todo, menos pela maior parte dos personagens da série, pois ela sempre causa confusão. Apenas o Professor Girassol consegue suportá-la, pois é apaixonado por ela. É apaixonada pelo Capitão Haddock, mas sempre que se lhe dirige, não consegue pronunciar o seu nome corretamente, deixando-o com os nervos à flor da pele. É conhecida como rouxinol milanês.

## D
- Da Costa (Tintin au pays de l'or noir)
- Daoud (Tintin au pays de l'or noir)
- Daumière (le docteur L.) (Le Trésor de Rackham le Rouge)
- Dawes (Herbert) (Le Crabe aux pinces d'or)
- Dawson (J. M.) (Le Lotus bleu, Coke en stock)
- Delcourt (le lieutenant) (Le Crabe aux pinces d'or)
- Di Gorgonzola (Marquis) (Coke en stock)
- Diaz (le colonel) (L'Oreille cassée)
- Dick (Tintin en Amérique)
- Didi (Le Lotus bleu)
- Diego le Navarrais (Le Secret de la Licorne)
- Dorimont (Les Sept Boules de Cristal)
- Dos Santos (Pedro João) (L'Étoile mystérieuse)
- Douglas (L'Étoile mystérieuse)
- Dupond et Dupont (Tintin au Congo, Les Cigares du Pharaon, Le Lotus bleu, L'Oreille cassée, L'Île Noire, Le Sceptre d'Ottokar, Le Crabe aux pinces d'or, L'Étoile mystérieuse, Le Secret de la Licorne, Le Trésor de Rackham le Rouge, Les Sept Boules de Cristal, Le Temple du Soleil, Tintin au pays de l'or noir, Objectif Lune, On a marché sur la Lune, L'Affaire Tournesol, Coke en stock, Les Bijoux de la Castafiore, Tintin et les Picaros) - detetives inspirados parcialmente no pai e tio de Hergé, gémeos idênticos que usavam chapéus de côco semelhantes e caminhavam de bengala.[1]

- Dupuis (L'Oreille cassée)

## E
- Ernestine (L'Oreille cassée)
- Ezdanitoff (Mik) (Vol 714 pour Sydney)

## F
- Fakir (le) (Les Cigares du Pharaon, Le Lotus bleu)
- Fan Se-Yeng (Le Lotus bleu)
- Fernandez (le colonel) (L'Oreille cassée)
- Filoselle (Aristide) (Le Secret de la Licorne)
- Finney (le docteur) (Les Cigares du Pharaon)
- Foudre bénie (Tintin au Tibet)
- François (L'Affaire Tournesol)
- Fred (Tintin en Amérique)

### Figueira (Oliveira da)
(Les Cigares du Pharaon-Tintin au pays de l'or noir -Coke en stock-Les Bijoux de la Castafiore)
Ele é um comerciante oriundo de Lisboa, que aparece pela primeira vez na aventura Os charutos do faraó, vendendo suas mercadorias em pleno deserto do fictício país de Khemed. Dotado de uma grande facilidade para convencer, consegue vender a Tintim uma grande quantidade de objetos inúteis, assim como aos beduínos que aparecem de todas as partes ao escutá-lo no alto-falante.
Oliveira acaba se estabelecendo em Khemed, onde Tintim o encontrará outras duas vezes: em Tintim no país do ouro negro e em Perdidos no mar (ou Carvão no porão). Está sempre disposto a ajudar o protagonista e a convidá-lo para beber um vinho do Porto.
Em As jóias de Castafiore foi um dos primeiros a felicitar o Capitão Haddock por seu suposto casamento com a soprano Bianca Castafiore.

## G
- Gibbons (1) (Tintin au Congo)
- Gibbons (2) (Le Lotus bleu)
- Gino (1) (Les Bijoux de la Castafiore)
- Gino (2) (Vol 714 pour Sydney)
- Girassol

- Goldberg (Vol 714 pour Sydney)
- Goldwood (L'Oreille cassée)
- Goodnews (Tintin en Amérique)
- Graveau (L'Oreille cassée)
- Guarneri (On a marché sur la Lune)

### Girassol (Trifólio)
O professor Trifólio Girassol (Tryphon Tournesol, no original em francês) é um cientista quase surdo, que entende e age diante de tudo de maneira equivocada como resultado de sua deficiência auditiva.
O personagem teria sido inspirado no explorador suíço Auguste Piccard, inventor do batiscafo e pioneiro na exploração de águas profundas, além de reconhecido balonista.

## H
- Haddock (o capitão Archibald) (Le Crabe aux pinces d'or, L'Étoile mystérieuse, Le Secret de la Licorne, Le Trésor de Rackham le Rouge, Les Sept Boules de Cristal, Le Temple du Soleil, Tintin au pays de l'or noir, Objectif Lune, On a marché sur la Lune, L'Affaire Tournesol, Coke en stock, Tintin au Tibet, Les Bijoux de la Castafiore, Vol 714 pour Sydney, Tintin et les Picaros) - vive no castelo Château de Moulinsart, mas tem saudades do tempo em que "vivia" no mar[2]

- Hadoque (le chevalier François de) (Le Secret de la Licorne, Le Trésor de Rackham le Rouge)
- Halambique (Alfred) (Le Sceptre d'Ottokar)
- Halambique (Nestor) (Le Sceptre d'Ottokar)
- Halmaszout (le baron) (Les Bijoux de la Castafiore)
- Haranochi (le général) (Le Lotus bleu)
- Harry (L'Île Noire)
- Hassim (Coke en stock)
- Hawake (Tom) (Tintin en Amérique)
- Hayward (L'Étoile mystérieuse)
- Himmerszeck (L'Affaire Tournesol)
- Honorat (Le Lotus bleu)
- Horncliff (L'Île Noire)
- Hornet (Les Sept Boules de Cristal, Le Temple du Soleil)
- Huaco (Le Temple du Soleil)
- Huascar (Le Temple du Soleil)

## I
- Ibn-Abou-Bekhr (Les Cigares du Pharaon)
- Irma (L'Affaire Tournesol, Les Bijoux de la Castafiore, Tintin et les Picaros)
- Ivan (L'Île Noire)

## J
- Jacko (Tintin au Congo)
- Jacobini (1) (E. P.) (Les Cigares du Pharaon)
- Jacobini (2) (L'Affaire Tournesol)
- Jim (Objectif Lune)
- Jimenez (le colonel) (L'Oreille cassée)
- Wang Jen-Ghié (Le Lotus bleu-Tintin au Tibet)

## K
- Kih-Oskh (Les Cigares du Pharaon)
- Krollspell (Docteur) (Vol 714 pour Sydney)

## L

### Lampião (Serafim)
(L'Affaire Tournesol, Coke en stock, Les Bijoux de la Castafiore, Vol 714 pour Sydney, Tintin et les Picaros)
 Séraphin Lampion (em francês) é um homem intensamente gregário, simples e dominante, que muitas vezes entra na história se intrometendo, sem ser chamado. Ele é fortemente repugnado pelo Capitão Haddock (embora Lampião continue alegremente esquecido disto acreditando ser um grande amigo do capitão), que o considera frustrante.
Lampião é muitas vezes retratado como um turista estúpido nos lugares exóticos onde Tintim e o capitão vivem suas aventuras. Ele é um vendedor de seguros, e muitas vezes tenta vendê-los a outros personagens.
É geralmente visto como uma forma mais "moderna" de caráter, em contraste com os mais velhos arquétipos, como o ríspido capitão do mar e o professor distraído, que habitam os primeiros trabalhos de Hergé.

## M

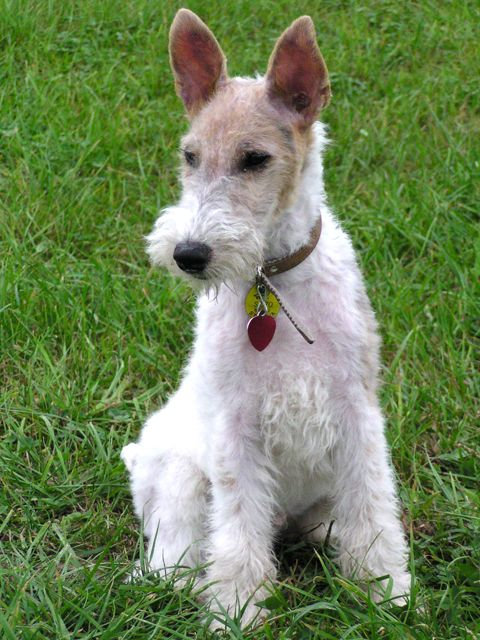
Hergé inspirou-se na raça de cães fox terrier para desenhar Milu.

- Mitsuhirato (Le Lotus bleu)
- Mogador (Général) (L'Oreille cassée)
- Muskar XII (Le Sceptre d'Ottokar)

### Milu
Milu (no original em francês Milou) é uma personagem da série de ficção de histórias em quadrinhos conhecida como As aventuras de Tintim, criado pelo belga Hergé. É um cachorro da raça fox terrier, inseparável companheiro de Tintim, que às vezes comete trapalhadas, por pura curiosidade ou por gula. Mesmo assim, o cãozinho salva Tintim das enrascadas.

### Müller (dr. J.W.)
(L'Île Noire, Tintin au pays de l'or noir, Coke en stock)
É um médico, cuja posição e qualificações servem como uma cobertura para atividades corruptas, incluindo criminalidade, espionagem e uso de mercenários. Müller apareceu pela primeira vez na aventura A Ilha Negra, como um falsificador de dinheiro e, posteriormente, em Tintim no País do Ouro Negro.

## N

### Nestor
(Le Secret de la Licorne-...)
Nestor é o mordomo de Moulinsart. Seu nome tornou-se o sinônimo de mordomo na sociedade francesa e belga, assim como Jeeves (personagem dum programa de TV) foi na cultura britânica (embora Jeeves tenha sido, de facto, um criado, não um mordomo).
Nestor fez a sua primeira aparição em O Segredo do Licorne, na qual ele serviu como um mordomo para os Irmãos Pardal, o imobiliário original da proprietários.
Quando os Irmãos Pardal foram detidos e presos, foi estabelecido em seu julgamento que Nestor nada sabia sobre as suas actividades. Mais tarde, ele voltou a ser mordomo em Moulinsart, quando O Capitão Haddock reclamou a propriedade. Permaneceu como personagem em muitos dos álbuns de Tintim.
Em As Jóias de Castafiore, de 1963, ele é descrito como sendo hostil aos ciganos, enquanto em Tintim e os Tímpanos ele foi mostrado bebendo o uísque de seu mestre em segredo e escutando a conversa alheia detrás das portas, como Tintim e Haddock afirmaram.

## O

### Ottokar XII
Muskar XII (português brasileiro) ou Ottokar XII (português europeu) (O Ceptro de Ottokar) é o rei que aparece no reino fictício da Sildávia. A primeira vez que conhece Tintim foi quando Bianca Castafiori estava cantando na sala de Ópera no castelo real, Tintim quebrou a janela, levando a conhecer o Rei e a Rainha da Sildávia.

## P
- Pardal (irmãos) (O Segredo do Licorne - O Tesouro de Rackham, o Terrível)
- Philippulus le Prophète (L'Étoile mystérieuse)
- Plekszy-Gladz (L'Affaire Tournesol-Les Bijoux de la Castafiore-Tintin et les Picaros)

## R
- Rackham le Rouge (Le Secret de la Licorne)
- Rawajpoutalah (Maharadjah de) (Les Cigares du Pharaon)
- Ranko (L'Île Noire)
- Rizzoto Walter (Les Bijoux de la Castafiore, Tintin et les Picaros, L'Île Noire)

### Rastapopoulos (Roberto)
(Tintin en Amérique-Les Cigares du Pharaon-Le Lotus bleu-Coke en stock-Vol 714 pour Sydney-Tintin et l'Alph-Art)
Rastapopoulos (em grego Ροβέρτος Ρασταπόπουλος) é um milionário mafioso e grande inimigo de Tintim. Desprovido de escrúpulos, organiza complôs para atingr seus objetivos. Vive rodeado de pessoas com a mesma índole, e várias vezes se associa no crime com Allan Thompson, outro personagem recorrente nas Aventuras de Tintim.

## S
- Siclone (Philémon) (Les Cigares du Pharaon)
- Smiles (Bobby) (Tintin en Amérique)

### Sanzot (Sr.)
Sr. Sanzot é o proprietário do Açougue Sanzot. O número de seu telefone é 431, mas os fregueses geralmente ligam encomendando salsichas e costeletas de cordeiro, por engano, para o número 421, o telefone do castelo de Moulinsart.

### Szut (Piotr)
(Coke en stock-Vol 714 pour Sydney)
Ele é um aviador estoniano pertencente à força aérea do Khemed. Usa um tapa-olho, o que é tanto estranho para a sua profissão. Inicialmente ele é um mercenário que tenta matar Tintim e o Capitão Haddock mas, quando seu avião é abatido, os heróis, generosamente, o salvam, e ele se torna um aliado. No segundo álbum em que aparece o personagem, Voo 714 para Sydney, ele está aposentado, trabalhando como piloto particular do milionário Laszlo Carreidas.

### Sponsz (coronel)
(L'Affaire Tournesol-Tintin et les Picaros-Les Bijoux de la Castafiore)
Chefe da polícia secreta de Bordúria, aparece pela primeira vez no álbum O Caso Girassol. Nesta aventura, os serviços secretos de Bordúria pretendem sequestrar o Professor Girassol, que vivia com Tintim e o Capitão Haddock no castelo de Moulinsart, e assim obter informações sobre um novo invento do professor que poderia ser utilizado como arma de guerra. Os protagonistas, apoiados pelos serviços secretos de Sildávia, conseguem enganar o coronel Sponsz, que passa a manter ódio por Tintim e seus companheiros.
O coronel tenta vingar-se de Tintim em Tintim e os Tímpanos (ou Tintim e os Pícaros). Sponsz está na república de San Theodoros como conselheiro militar, disfarçado com barba e cavanhaque, usando a identidade de coronel Esponja. Ele aproveita uma visita de Bianca Castafiore para realizar um plano que atraia Tintim, Haddock e Girassol a Las Dopicos, a capital de San Theodoros, para assim livrar-se deles para sempre.

## T
- Tapioca (le Général) (Tintin et les Picaros)
- Tintim (todos)

- Topolino (Alfredo) (L'Affaire Tournesol)

### Tchang Chong-Chen
(Le Lotus bleu,Tintin au Tibet, Les Bijoux de la Castafiore)
Ele foi baseada em Zhang Chongren, um verdadeiro amigo de Hergé. Embora Tchang e Tintim tenham convivido por pouco tempo, formaram um profundo vínculo que os levava às lágrimas quando se separavam ou se reencontravam.
A história na qual Tchang foi introduzido, O Lótus Azul, foi a que teve o maior afeto entre Hergé e Tintim, tornando-se uma das mais populares séries de todos os tempos. Sua próxima aparição, em Tintim no Tibete, foi também em uma das mais comoventes aventuras de Tintim. As últimas notícias de Tchang aparecem em As Jóias de Castafiore, na forma de carta procedente de Londres.
- Tharkey (Tintin au Tibet)

### Thompson, Allan
(Les Cigares du Pharaon, Le Crabe aux pinces d'or, Coke en stock, Vol 714 pour Sydney)
Protótipo do mercenário envolvido em atividades criminosas, interessado exclusivamente em dinheiro, Alln é inimigo de Tintim, com quem se cruza em diversas ocasiões. A primeira vez acontece em Os Charutos do Faraó, onde ele faz contrabando no Mar Vermelho em companhia de outro personagem de mau caráter, Rastapopoulos.
Tintim o encontra novamente em O Caranguejo das Tenazes de Ouro onde, supostamente, ele está sob as ordens do Capitão Haddock, que aparece pela primeira vez neste álbum, e que é o comandante do navio. Mas, na realidade, o capitão é mantido sob controle por Allan com doses de uísque. Tintim e Haddock conseguem que Allan e seus asseclas sejam preso no Marrocos por causa do contrabando de ópio.
Allan volta a se aliar com Rastapopoulos em O Lótus Azul, capitaneando o barco Ramona que se dedica ao tráfico de escravos. E, por último, ele é o braço direito de Rastapopoulos em Vôo 714 para Sydney, onde perde todos os dentes em uma briga.

## W
- Wronzoff (L'Île Noire)
- Igor Wagner (Le Sceptre d'Ottokar-L'Affaire Tournesol-Tintin et les Picaros-Les Bijoux de la Castafiore)
- Frank Wolff (Objectif Lune-On a marché sur la Lune)

## Z
- Zorrino (Le Temple du Soleil)